# Bayajidda
Ne doit pas être confondu avec Abu Yazid.
Bayajidda ( haoussa : Bàyā̀jiddà) de son vrai nom Abu Yazid était, selon les légendes entourant la plupart des États d'Afrique de l'Ouest avant le XIXe siècle, le fondateur des Royaumes haoussa.

## Origines du nom
Après avoir tué le serpent du puits Kusugu, La reine Daurama l'a épousé et il est devenu roi. Parce qu'il ne pouvait pas parler haoussa avant, les gens ont commencé à l'appeler Bayajidda, ce qui signifie « qu'il ne comprenait pas avant ».

## Historique
La plupart des récits disent que Bayajidda venait de la capitale de l'Irak (Bagdad). Bayajidda est venu d'abord à Borno où il a reçu l'une des filles des Mai comme épouse, puis a vécu plus tard pendant un certain temps en Hausaland où il a épousé la reine de Daura, qui lui a également donné une maîtresse Gwari en récompense pour avoir tué "Sarki "., dit être un grand serpent qui a privé son peuple d'accès à l'eau. Par la reine de Daura, Bayajidda avait un fils appelé Bawo, un autre appelé Biram par la princesse Borno, et encore un autre fils, Karbagari, par son amant Gwari. On dit que Bawo a succédé à son père et a eu six fils qui sont devenus les dirigeants de Daura, Katsina, Zazzau, Gobir, Kano et Rano . Ceux-ci, avec Biram, qui était dirigé par le fils de Bayajidda et de la princesse Borno, formèrent le "Hausa Bakwai " ou le "Hausa 7". Cependant, Karbagari, le fils de la maîtresse Gwari, avait aussi sept fils qui dirigeaient Kebbi, Zamfara, Gwari, Jukun, Ilorin, Nupe et Yauri qui sont appelés dans cette tradition le " Banza Bakwai " ou les "sept illégitimes".

## La légende de son héros

### Le départ du héros de Bagdad et son séjour à Borno
Selon la légende, Bayajidda était un prince de Bagdad (la capitale de l' Irak ) et fils du roi Abdallahi, mais il fut exilé de sa ville natale après que la reine Zidam, également connue sous le nom de Zigawa, eut conquis la ville. Une fois qu'il a quitté Bagdad, il a voyagé à travers l'Afrique avec de nombreux guerriers et est arrivé à Borno .
Une fois à Borno, les histoires diffèrent quant à ce qui a causé des tensions avec le roi local. Selon une histoire, Bayajidda a réalisé que ses forces étaient plus fortes que celles du roi; à cause de cela, il prévoyait de le renverser. Cependant, le roi a entendu parler du complot et, après avoir consulté ses conseillers, a donné à Bayajidda sa fille, Magaram (également connue sous le nom de Magira), en mariage. Plus tard, lorsque le roi a attaqué et a pris le contrôle de plusieurs villes, il a trompé son nouveau gendre en laissant ses propres hommes pour garder les villes, réduisant ainsi le nombre d'hommes dont Bayajidda avait à sa disposition. Bayajidda s'est rendu compte qu'il était dupé alors qu'il ne lui restait plus que sa femme et un esclave; pendant la nuit, ils ont fui vers Garun Gabas, maintenant situé dans la région de Hadeja.. Là-bas, Magaram a donné naissance au premier enfant de Bayajidda, Biram, l'ancêtre éponyme du petit royaume de Gabas-ta-Biram («à l'est de Biram»).
Cependant, selon une autre version de l'histoire, Bayajidda a été accueillie à Borno, a épousé Magaram et est devenue populaire parmi le peuple. À cause de cela, le roi l'enviait et complotait contre lui; après en avoir été informé par sa femme, il a fui Borno avec elle.

### Arrivée à Daura et massacre du serpent
Bayajidda a laissé sa femme et son enfant à Garun Gabas et a continué vers le village de Gaya près de Kano, que d'autres croient être Gaya dans le Niger moderne, où il a demandé aux forgerons locaux de lui fabriquer un couteau. Il est ensuite venu dans la ville de Daura (située dans l'État moderne de Katsina), où il est entré dans une maison et a demandé de l'eau à une vieille femme. Elle l'informa qu'un serpent nommé Sarki ( sarki est le mot haoussa pour roi ) gardait le puits et que les gens n'étaient autorisés à puiser de l'eau qu'une fois par semaine. Bayajidda partit pour le puits et tua le serpent avec l'épée et le décapita avec le couteau que les forgerons avaient fabriqué pour lui, après quoi il but de l'eau, mit la tête dans un sac et retourna à la maison de la vieille femme. (Le puits de Kusugu où cela se serait produit est aujourd'hui une attraction touristique.
Le lendemain, les habitants de Daura se sont rassemblés au puits, se demandant qui avait tué le serpent; Magajiya Daurama, la reine locale, a offert la souveraineté sur la moitié de la ville à quiconque pouvait prouver qu'il avait tué le serpent. Plusieurs hommes ont amené des têtes de serpent, mais les têtes ne correspondaient pas au corps. La vieille femme, propriétaire de la maison où se trouvait Bayajidda, a informé la reine que son invité l'avait tué, après quoi Daurama a convoqué Bayajidda. Ayant présenté la tête du serpent, lui prouvant que c'était lui qui avait tué Sarki, il refusa l'offre de la moitié de la ville, lui demandant à la place sa main en mariage; elle l'a épousé par gratitude pour avoir tué le serpent.

### Relation avec Magajiya Daurama
Modèle:City locator
Parce que c'était contre la coutume des gens de Daura que leurs reines se marient, Daurama a fait un compromis avec Bayajidda et a dit qu'elle n'aurait des rapports sexuels avec lui que plus tard; à cause de cela, elle lui a donné une concubine nommée Bagwariya. (Selon la version orale du palais de la légende, Daurama lui a donné Bagwariya parce qu'elle voulait briser son «vœu de reine de rester vierge», mais devait subir des rituels pour le faire. )
Bagwariya avait un fils engendré par Bayajidda et elle le nomma Karap da Gari, ou Karbagari qui signifie « il a arraché la ville » en haoussa . Cela a inquiété Daurama, et quand elle a eu un fils de son propre (également engendré par Bayajidda), elle l'a appelé Bawo qui signifie " le rendre ".

### Deux groupes de descendants
Tout au long de sa vie, Bayajidda aurait engendré trois enfants avec trois femmes différentes. Bawo a engendré six de ses propres fils, dont les noms étaient Daura, Gobir, Kano, Katsina, Rano et Zazzau) maintenant. Avec Biram, le fils de Magaram, ces sept ont continué à diriger les sept États haoussa «légitimes», les Haoussa Bakwai. Certaines versions du conte laissent complètement tomber Bawo et Magaram, Biram, Daura, Gobir, Kano, Katsina, Rano et Zaria étant les fils de Bayajidda et Daurama). Les descendants de Karbagari, quant à eux, ont fondé les sept États « illégitimes », les Banza Bakwai. Le royaume haoussa a commencé comme sept États fondés par la légende Bayajidda et les six fils de Bawo et lui-même, en plus du fils du héros Ibrahim d'un mariage antérieur.

## Contexte social

### Enracinement social de la légende
Les différentes figures du récit de Bayajidda étaient incarnées par des responsables précis de l'ancien royaume Daura: le roi représentait Bayajidda, la reine mère officielle Magajiya Daurama et la sœur royale officielle Bagwariya.

### Reconstitution pendant le festival Gani / Mawlūd
Autrefois les célébrations du festival Mawlūd ou Gani consistaient en la reconstitution des détails majeurs de la légende: départ d'Irak, massacre du serpent dans le puits et mariage entre le héros et la reine. On pense toujours que l'épée royale et le couteau ont été ceux utilisés pour tuer le serpent et lui couper la tête.

### Répercussions sur d'autres traditions régionales
La légende de Bayajidda est largement connue dans les cours des rois "Sept Hausa" où elle est considérée comme correspondant à la plus ancienne histoire connue du Hausa. Comme déjà observé par le voyageur Heinrich Barth, la division de base entre les Sept Haoussa et les Sept Banza est utilisée chez les Songhay pour faire la distinction entre le hausa nord et le côté sud gurma du fleuve Niger.

## Signification historique
Il existe une variété de points de vue sur l'histoire de Bayajidda, avec des opinions divergentes sur la signification et l'historicité du conte. Certains érudits supposent que Bayajidda est une personne historique, le fondateur des Sept États haoussa, et les membres de la famille royale haoussa contemporaine en particulier ceux de Daura et Zaria (Zazzau) retracent leur lignée et tirent leur autorité de lui (voir la chronique de Kano). En revanche, d'autres affirment que Bayajidda n'a jamais existé.

### Histoire médiévale
WKR Hallam soutient que Bayajidda représente une " personnification populaire " des partisans d'Abu Yazid (un rebelle berbère kharijite du dixième siècle), dont les partisans ont fui vers le sud depuis l'Afrique du Nord après la défaite de Yazid et la mort aux mains des Fatimides. Selon cette théorie, les États haoussa auraient été fondés par des réfugiés kharijites au dixième siècle de notre ère. Elizabeth Isichei, dans son ouvrage A History of African Societies to 1870, suggère que le séjour de Bayajidda à Borno avant d'arriver en Hausaland est « peut-être un souvenir folklorique des origines à la frontière de Borno, ou un reflet de la domination politique et culturelle de Borno ».

### Histoire symbolique
Une vue est que l'histoire du mariage de Bayajidda et Daurama symbolise la fusion des tribus arabes et berbères en Afrique du Nord et de l'Ouest.
L'anthropologue biblique, Alice C. Linsley, soutient que l'homologue biblique le plus proche de Bayajidda est Caïn  . On dit que Caïn a fui son père, épousé une princesse qu'il a rencontrée dans un puits et a travaillé avec des métallurgistes. La plupart des héros de la Genèse ont rencontré leurs femmes à des puits ou sources sacrés. Abraham a épousé Keturah au puits de Saba (Beersheva). Issac (Yitzak) a trouvé une femme dans un puits à Aram. Moïse a rencontré sa femme dans un puits sacré pour les Madianites et a gagné sa main après avoir délivré les femmes et les troupeaux des pillards égyptiens.
L'ancienneté du récit des origines haoussa serait attestée par le rôle que joue l'eau dans l'histoire. Dans le monde antique, des sanctuaires étaient construits le long des rivières et au niveau des puits ou des sources de l'Afrique centrale occidentale à la vallée de l'Indus. Les serpents habitaient ces lieux et étaient à la fois vénérés et redoutés. En sanskrit, le serpent est naaga, en hébreu nahash et en haoussa, le serpent est naja.
Dans son livre de 1989 An Imperial Twilight, Gawain Bell suggère que le mariage de Bayajidda et Daurama signale un « changement d'un système matriarcal à un système patriarcal ». Avant l'arrivée de Bayajidda, la monarchie Daura aurait été exclusivement féminine.